# 刺瓣类隙蛛
刺瓣类隙蛛（学名：Paracoelotes spinivulva）为暗蛛科类隙蛛属的动物。分布于朝鲜以及中国大陆的北京、陕西、吉林、新疆、山东等地，多生活于草丛或草地、石缝、树根等处洞隙。该物种的模式产地在北京。